# جسر عين ديوار
الجسر الروماني أو جسر عين ديوار هو جسر أثري قديم يقع في المالكية بمحافظة الحسكة.شمال شرق سورية.

## الموقع الجغرافي
يقع الجسر على بعد 8 كم من قرية عين ديوار على نهر دجلة.

## تاريخ الجسر
هو بقايا جسر قديم أقيم على نهر دجلة بالقرب من جزيرة ابن عمر كان مؤلفاً من عدة قناطر صخرية عالية وشكل أحد المعابر الرئيسية لطريق الحرير المشهور ما بين الشرق والغرب، حيث كان هذا الجسر في الماضي ممراً لكل القوافل التجارية التي كانت تعبره من الشمال إلى الجنوب وبالعكس وذلك من خلال جزيرة ابن عمر والتي كانت بدورها مركزاً نشطاً تجارياً وزراعياً لإحدى الإمارات.
وقيل أيضاً بأن بناءه كان في النصف الثاني من القرن الثاني عشر الميلادي سنة 559 هجرية – 1164 ميلادي أي في عهد الأمير جمال الدين والأجزاء المتبقية من الجسر هي أربعة ركائز وقوس جميل مستند على الركيزتين الشمالية والجنوبية فتحته قدرت بـ 21.6 متراً وارتفاعه 12.35 متراً بني بمداميك حجرية منتظمة الأبعاد، وفي الركيزة الجنوبية للقوس ومن جهة الشرق وعلى الأضلاع الثمانية تم توزيع منحوتات الأبراج الفلكية بمعدل منحوتة لكل ضلع من أضلاع هذه الركيزة

## سياحة
أما من الناحية السياحية يتمتع الجسر بموقع سياحي استراتيجي هام بالمنطقة وذلك لتوافر النوع السياحي به من حيث العمق التاريخي وجمال الطبيعة حيث إنه يطل على حدود دولتين، ويؤمّه سنوياً المئات من الزائرين وعلى مدار العام لكن الحركة السياحية تكثر به وتصل إلى ذروتها في أيام الربيع.
يعتبر جسر الروماني من أهم المعالم الآثرية من حيث القيمة الحضارية والذي بقي شاهداً مهماً على الأهمية التاريخية لهذه المدينة منذ أقدم العصور.

## مصير الجسر
تقدر إجمالي المساحة التي سلبتها تركيا في قرية عين ديوار 255 هكتاراً، وفي ظل السعي التركي لتغيير مجرى نهر دجلة وبالتالي تهديد الجسر الروماني الأثري بالغرق.

## ألبوم الصور

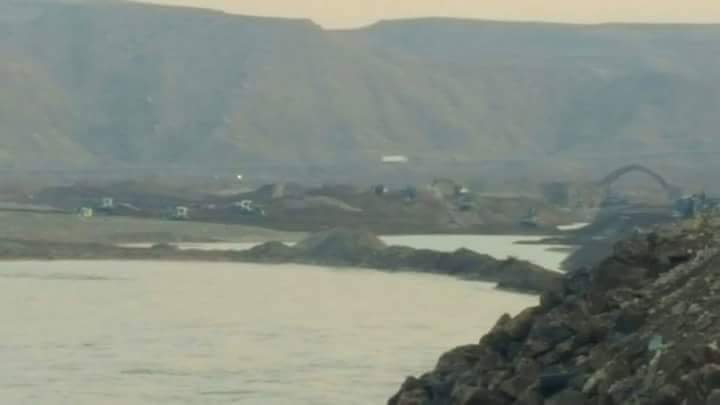

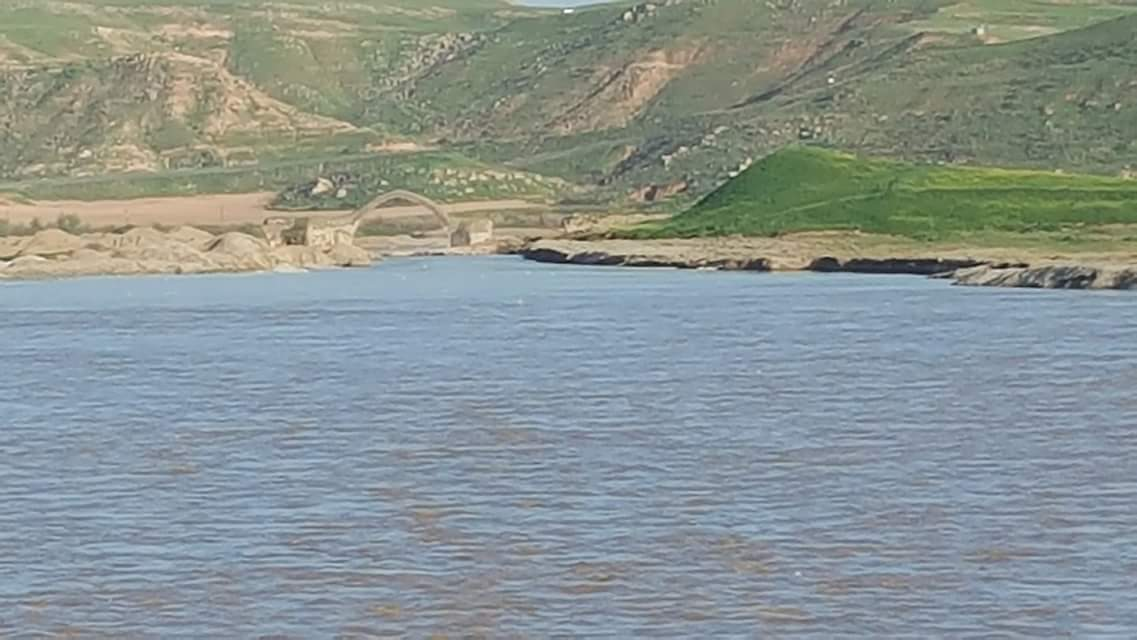

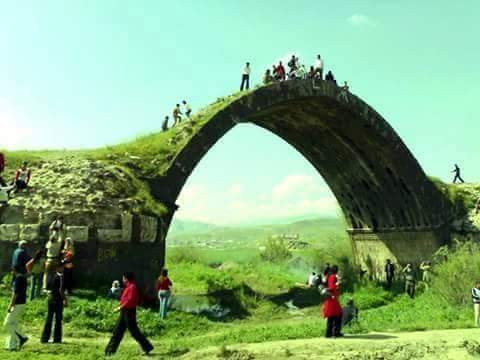

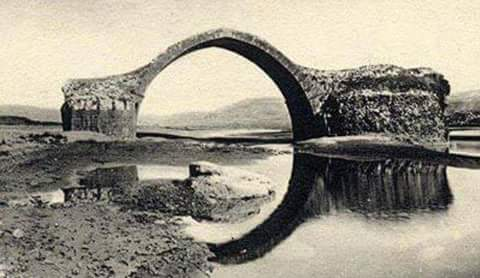
